# Fortuné Marie de Saint Paul
Fortuné Marie de Saint Paul (Roccavivi, 3 mars 1826 - Falvaterra, 28 décembre 1905) est un prêtre passionniste italien reconnu vénérable par l'Église catholique. 

## Biographie
Paul De Gruttis naît le 3 mars 1826 à Roccavivi, une frazione de San Vincenzo Valle Roveto. À 14 ans, il entre au séminaire diocésain de Sora. En mars 1842, les passionistes s'installent dans la même ville ; ils prêchent des missions et les séminaristes se rendent souvent dans leur église pour les confessions, ou les religieux sont appelés parfois au séminaire pour dicter des méditations. Paul se sent attiré par leur mode de vie fait de solitude et de prière.
Après des exercices spirituels prêchés par un Père Passioniste, Paul demande et obtient de quitter le séminaire diocésain pour les rejoindre. En 1843, il commence son noviciat au couvent de Paliano en prenant le nom de Fortuné Marie. Il poursuit sa formation dans le couvent de Ceccano puis à Falvaterra. Il est ordonné prêtre le 23 décembre 1848.
Pendant près de 10 ans, il se consacre à la prédication des missions populaires et des exercices spirituels, offrant partout l'exemple d'un prêtre humble et zélé. En raison des persécutions et des guerres d'Italie, tous les ordres religieux œuvrent dans la clandestinité, y compris les Passionistes, mais cela ne l'empêche pas de gagner la réputation d'un bon confesseur. Il reste des heures dans le confessionnal malgré une polyarthrite rhumatoïde. Son hagiographe écrit qu'il est parfois capable de lire dans les cœurs et faire une liste précise des péchés des pénitents, ce qui fait qu'on le compare au curé d'Ars, d'autres phénomènes mystiques sont aussi décrits comme des extases, la prédiction et la bilocation. Le 4 novembre 1905, il est frappé d'une grave paralysie et meurt à Falvaterra le 28 décembre 1905.

## Culte
Malgré le mauvais temps et les rigueurs de l'hiver, une foule immense se presse à ses funérailles et le proclame aussitôt « saint ». Beaucoup de gens coupent des morceaux de ses vêtements pour en faire des reliques. Il est enterré dans la chapelle dans le jardin du couvent. Exhumé en 1926, sa dépouille mortelle repose dans l'église de San Sosio de Falvaterra. Il est reconnu vénérable le 11 juillet 1992 par le pape Jean-Paul II.